# Dindigul
Dindigul (en tamil: திண்டுக்கல் ) es una localidad de la India capital del distrito de Dindigul, estado de Tamil Nadu.

## Geografía
Se encuentra a una altitud de  m.s.m. a 438 km de Chennai, en la zona horaria UTC +5:30.

## Demografía
Según estimación 2010 contaba con una población de 205183 habitantes.